# アメリカ合衆国憲法修正第16条

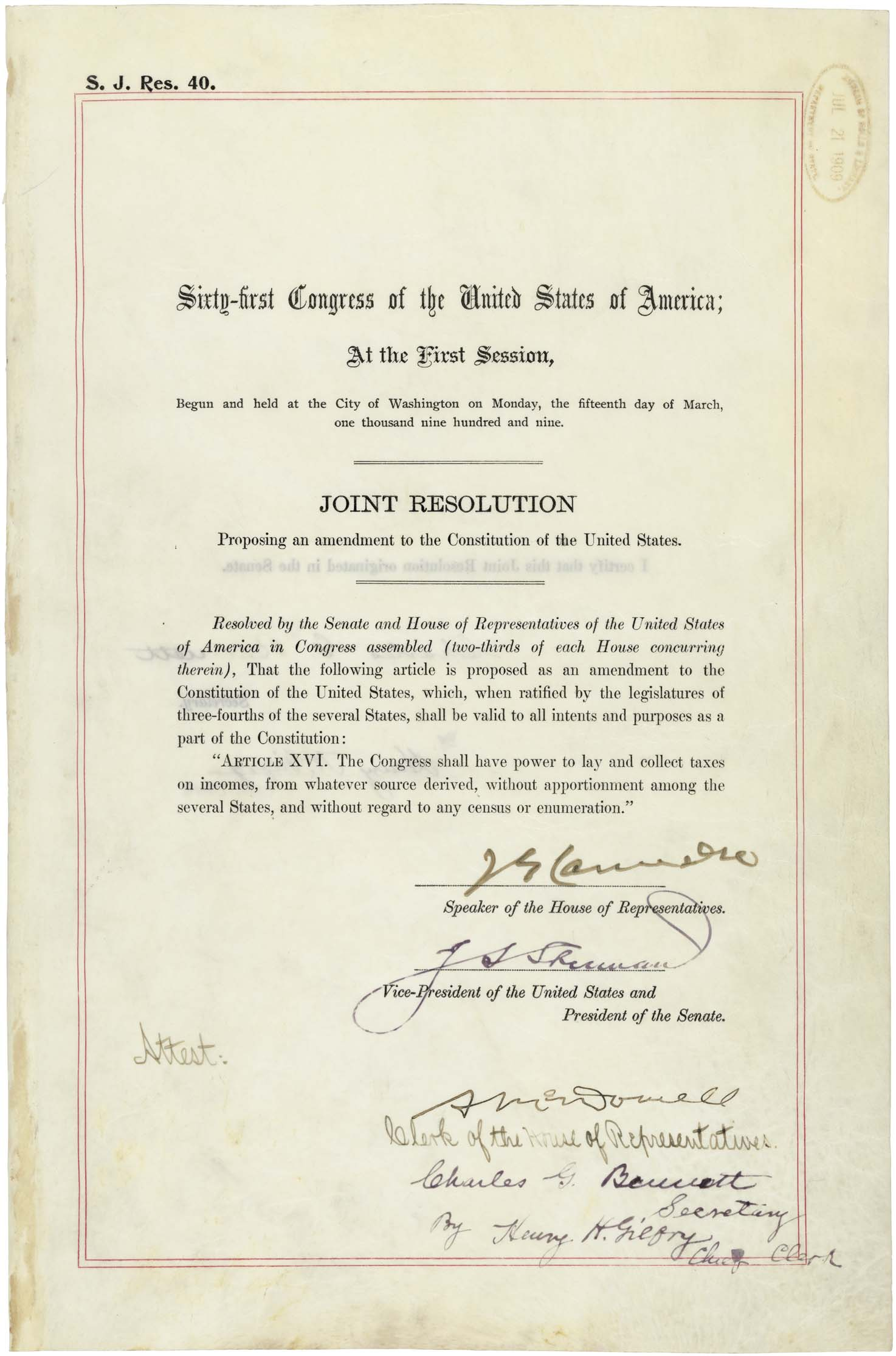
アメリカ国立公文書記録管理局に保管されているアメリカ合衆国憲法修正第16条

アメリカ合衆国憲法修正第16条（アメリカがっしゅうこくけんぽうしゅうせいだい16じょう、英:Sixteenth Amendment to the United States Constitution、あるいはAmendment XVI）は、1913年2月3日に批准された。この修正条項は、アメリカ合衆国議会が所得税を課す権限を大きく制限したポロック対農夫貸付信託会社事件（1895年）判決を撤回させた。これによって、議会は諸州や国勢調査に関係せず所得税を課すことができるようになった。

## 背景
税金を課する権限（直接税あるいは間接税によらない）は、憲法第1条第8節第1項で認められている。間接税（あるいは憲法の用語に従えば「消費税」）は憲法第1条第8節第1項、およびこの条項を解釈する裁判所判決に拠れば合衆国全土で同一でなければならない。
憲法第1条第2節第3項と第9節第4項は、全ての直接税は各州の人口に比例していることが求められている。これは基本的にどの州においても納税者に課される直接税の金額が、全国に課される直接税の総額に連動し、国の全人口に対する州の人口比率に等しくする必要がある。

## ポロック判決前の所得税の取り扱い
「ポロック対農夫貸付信託会社事件」におけるアメリカ合衆国最高裁判所判決および再審の前、あらゆる所得税は合衆国全土で同一に課されることを要求される消費税（間接税）と考えられてきた。このような税金は（直接税のように）州の人口に比例して分配される必要はなかった。
1894年のウィルソン・ゴーマン関税法は4,000ドル以上の収入に対して2%の連邦税を課することを試みた。しかし、これは「非民主的で、調査すべきでかつ原則的に間違っている」と嘲られ、連邦裁判所に異議申立てされた。この時まで直接税は人頭税（人に直接かかる税金）と「所有しているという理由で」財産に課される税金（一般に通常価格に応じた資産税）のみと考えられていた。1895年まで、あらゆる所得税はその収入の「源」に関わり無く、間接税（消費税）と考えられていた。

## ポロック判決
「ポロック対農夫貸付信託会社事件」判決で、最高裁は1894年法の下に資産由来の所得に対する税というある種所得税は憲法に違背して分配されない直接税であると裁定した。判決は、「資産由来の所得」にたいする税金は「所有しているという理由で資産」に課される税金として取り扱われるべきであり、それゆえに分配を要求すべきであると理由付けた。この理由付けは、土地から上がる賃料や株式から上がる配当などは、「所有しているという理由で資産」に掛かる税金がその資産に負うのと同じ方法で、収入を生む資産に負っているということだった。
このことは、ポロック以後、（間接税として）賃金に掛かる所得税が人口に比例して分配を要求されない一方で、利子、配当および賃料収入に対する税金は人口に比例して分配されなければならないことを意味していた。ポロック判決によって、「収入源」（例えば資産対労働者など）が、その収入に課される税金は「直接税」であるか（従って人口に比例して分配されなければならない）、あるいは「間接税」であるか（合衆国全土で均一に課されるだけ）を決定することに関わってくるようになった。
1895年から修正第16条が批准された1913年までの間、議会は労働者の収入など資産によらない収入に人口比例で分配することなく再課税できたが、利子、配当および賃料収入に課税することは実際的ではなかった（利子、配当および賃料からの収入総額は合衆国の納税者個々でかつ各年での総額とは事実上必ずしも正確に同じにはならなかった）。議会は資産由来の収入に課税すること無くして労働者の収入など資産によらない収入に課税することを望まず、資産由来の収入に掛かる税金はもはや現実のものではなかった。ポロック判決によって所得税の強制は1895年から修正第16条の批准まで、政治的に実現不可能だった。同時に議会は最も富裕なアメリカ人があまりにも多くの経済力を集めていくという多くの社会的要素の中で募る不安を思案していくことになった。
ハーラン判事はポロック判決に対する反対意見を次のように述べた。

## 批准の過程
社会主義労働者党は1887年に累進的な所得税を提唱した。人民党は1892年の綱領で「累進的な所得税を要求」した。ウィリアム・ジェニングス・ブライアンに率いられた民主党は1894年に成立した所得税法を提唱し、1908年の綱領で所得税を提案した。ウィリアム・タフト大統領は1909年6月16日の議会に向けた演説で、個人に対する連邦所得税を認め、「法人として事業を行う特権や、株式を所有する者が享受する一般の有限責任から自由であることの特権」に課税することを認める憲法修正を提案した。
憲法修正第16条を提案する決議案は第61議会によって可決され、1909年7月12日に幾つかの州議会に提出された。所得税支持の声は西部の諸州で最強であり、反対の声は北東部の諸州で最強だった。ニューヨーク州知事チャールズ・エヴァンズ・ヒューズは、数年後にアメリカ合衆国最高裁判所判事になるが、「どのような収入源から得られるにせよ」、法案の成立は連邦政府に州や市の債権に課税する権限を与え、政府の権限を過度に集中させることになると信じるので所得税修正条項に反対した。
1912年アメリカ合衆国大統領選挙は、所得税を提唱する3人の間で争われた。1913年2月25日、国務長官フィランダー・ノックスは、修正条項が必要とされる4分の3の州によって批准されたことを声明し、修正条項は憲法の一部となった。1913年の歳入法が直ぐに議会を通過し、所得税は法制化された。
合衆国政府印刷局に拠れば、次の州が修正条項を批准した。
1. アラバマ州 (1909年8月10日)
2. ケンタッキー州 (1910年2月8日)
3. サウスカロライナ州 (1910年2月19日)
4. イリノイ州 (1910年3月1日)
5. ミシシッピ州 (1910年3月7日)
6. オクラホマ州 (1910年3月10日)
7. メリーランド州 (1910年4月8日)
8. ジョージア州 (1910年8月3日)
9. テキサス州 (1910年8月16日)
10. オハイオ州 (1911年1月19日)
11. アイダホ州 (1911年1月20日)
12. オレゴン州 (1911年1月23日)
13. ワシントン州 (1911年1月26日)
14. モンタナ州 (1911年1月27日)
15. インディアナ州 (1911年1月30日)
16. カリフォルニア州 (1911年1月31日)
17. ネバダ州 (1911年1月31日)
18. サウスダコタ州 (1911年2月1日)
19. ネブラスカ州 (1911年2月9日)
20. ノースカロライナ州 (1911年2月11日)
21. コロラド州 (1911年2月15日)
22. ノースダコタ州 (1911年2月17日)
23. ミシガン州 (1911年2月23日)
24. アイオワ州 (1911年2月24日)
25. カンザス州 (1911年3月2日)
26. ミズーリ州 (1911年3月16日)
27. メイン州 (1911年3月31日)
28. テネシー州 (1911年4月7日)
29. アーカンソー州 (1911年4月22日、一旦否決)
30. ウィスコンシン州 (1911年5月16日)
31. ニューヨーク州 (1911年7月12日)
32. アリゾナ州 (1912年4月3日)
33. ミネソタ州 (1912年6月11日)
34. ルイジアナ州 (1912年6月28日)
35. ウエストバージニア州 (1913年1月31日)
36. ニューメキシコ州 (1913年2月3日)

（必要数の36州による）批准は1913年2月3日にニューメキシコ州の批准で完了した。この修正条項は続いて次の州でも批准され、批准した州の総数は当時存在した48州のうち42州となった。
1. デラウェア州 (1913年2月3日)
2. ワイオミング州 (1913年2月3日)
3. ニュージャージー州 (1913年2月4日)
4. バーモント州 (1913年2月13日)
5. マサチューセッツ州 (1913年3月4日)
6. ニューハンプシャー州 (1913年3月7日、一旦1911年3月2日に否決)

次の州はその後も批准することなく修正を拒んだ。
1. コネチカット州
2. フロリダ州 (既に4分の3の州で批准された後で修正を否決)
3. ロードアイランド州
4. ユタ州

次の州は提案された修正を取り上げることが無かった。
1. ペンシルベニア州
2. バージニア州

## ポロック判決の撤回
この修正条項はポロック判決を撤回した。このことは基本的に、所得税を課するときに、議会は各州から徴収された税の総額を、全国人口に対する州人口に応じて分配することなく、いかなる収入源からの収入にも課税できることを意味している。「アブラムズ対コミッショナー事件」で、アメリカ合衆国税務裁判所は「修正第16条が批准されたので、税金が直接税か間接税であるかは所得税については問題とされない。修正第16条の全体目的は、あらゆる課された所得税を比例配分の要求からおよびその収入がえられたその収入源を考慮する要求から免除することである。」と述べた。

## 判例
連邦裁判所の修正第16条の解釈は、時間と共に大きく変化しており、修正条項の適用性について多くの論争があった。

### ブラッシャバー判決
「ブラッシャバー対ユニオン・パシフィック鉄道事件」(1916年）では、最高裁が(1)修正第16条はポロック判決を排除している。すなわち、ある所得税（「不動産に由来する」所得に掛かる税のようなポロック判決の対象となるもの）は人口に比例して州に配分されるとしたことを排除している。(2)連邦所得税法は、政府が正当な法の手続無しに資産を取り上げることを禁じた修正第5条に違背していない。(3)連邦所得税法は憲法第1条第8節の同一性条項に違背していない（間接税として知られている消費税は合衆国全土で同一に課されるという要求事項に関連する）、と宣告した。

### ボウワーズ対カーボー・エンパイア会社
「ボウワーズ対カーボー・エンパイア会社事件」（1926年）の最高裁判決では、バトラー裁判長が、次のように宣告した。

### グレンショー・グラス判決と「総収入」
「コミッショナー対グレンショー・グラス会社事件」（1955年）では、最高裁が、修正第16条に適用される「総収入」となるものについて現代の解釈となるものを説明し、所得税は「富の継承、明らかに認識されるもの、および納税者が完全に支配しているもの」に課されると宣言した。この定義に従えば、「いかなる」富の増加、それが賃金、利潤、賞与、株式あるいは他の利益の出る資産の売却、賭け事の賞金、拾得物、訴訟による懲罰的損害賠償、私人による代理訴訟によるものであろうと、連邦議会が例えば被保険者の死亡により受け取る生命保険金、贈り物、遺贈、相続金および特定の奨学金のように具体的に例外を定めていなければ、全て収入の定義に含まれる。

### 賃金等の所得税
裁判所は、修正条項が「賃金、給与、手数料等に比例配分なしで」直接税を課すことを認めるという規則を意味するものとして修正第16条を解釈した。

### ペン・ミューチュアル判決
修正第16条は、連邦議会の所得税を課する権限の「根拠」としばしば言われているが、少なくとも1つの判決は「ブラッシャバー」や他の判例でなされた、修正第16条自体は連邦議会に所得税を与える権限を認めていないが、「もしあるとすれば」所得税が州の人口に応じて比例配分されるべきという要求事項を排除しただけだという指摘を繰り返した。「ペン・ミューチュアル損害補償事件」では、合衆国税務裁判所が次のように述べた。
同じ「ペン・ミューチュアル損害補償事件」の控訴審で、アメリカ合衆国第3巡回控訴裁判所はこれに同意して、次のように述べた。

### マーフィー判決
2006年12月22日、コロンビア地区巡回上訴裁判所の3人の裁判官で構成される審査員団が、「マーフィー対国税庁とアメリカ合衆国事件」における2006年8月の自分達全員一致の意見を取り消した。続いて、元々の3人の裁判官で構成される審査員団はその訴訟そのものを再審理することに合意した。初めの2006年8月の判決では、この法律が、失われた賃金や所得という課税できる収入の代わりに、精神的苦痛や評判の喪失という非身体的個人の損傷に対する受けられなかった回復を収入として課税すると表明している範囲で、修正第16条の下で違憲であると裁定した。
2006年8月の意見が取り消されたので、大法廷は裁判官全員出席の上でこの訴訟を審問することはしなかった。
2007年7月3日、法廷（最初の3人の裁判官で構成される審査員団）は、(1)納税者の補償は非身体的損傷あるいは病気という理由で受け取られる。(2)国税法第61節の下での総収入は、報償が「富の継承」ではない場合でも、非身体的損傷に対する補償的損害賠償を含む。(3)非身体的損傷に対する報償に課される所得税は、回復が「人的資本」の復旧であるかによらず間接税であり、それ故にこの税は人頭税あるいは他の直接税が人口に比例してのも州に分配されなければならないとしている憲法第1条第9節の要求を犯していない。（4）非身体的損傷に対する報償に課される所得税は、あらゆる関税、付加金および消費税が合衆国全土で同一あることを要求する憲法第1条第8節を犯していない。（5）国家主権による免責特権の原則の下で、国税局はその名前で告訴されることはない。と判決を下した。
判決は、「連邦政府は実際にそうではないものを収入とすることはできない。...修正第16条だけでなく、第1条第8節第9項を含む憲法の権限内において行動する限り、あるものを収入と「分類し」それに課税できる」と述べた。判決では、マーフィーはその主張する税の払い戻しの権利が無く、報酬が「修正第16条の意味するところである収入ではない」場合でも、彼女が受け取った個人的損傷の報酬は、「憲法第1条第8節の下での連邦議会の課税権限の範囲内にある。」と裁定した。
2008年4月21日、最高裁は上訴裁判所の判決を再審理することを拒否した。

## 批准に関する税抗議者の議論
税抗議者の憲法論議は、修正第16条の批准に反対して行われた具体的議論を含め、この問題をより詳細に扱っている。
何人かの税抗議者は修正第16条の有効性や適用可能性について議論を引用し、所得税に反対した。